# Uranium-236
Uranium-236 of 236U is een radioactieve isotoop van uranium, een actinide. De isotoop komt van nature niet op Aarde voor. Uranium-236 is net als uranium-234 niet bruikbaar in kerncentrales, omdat het nuclide vanwege het even aantal baryonen niet splijtbaar is. Het wordt aangetroffen in kernafval en gaat door absorptie van een thermisch neutron over in de isotoop uranium-237, dat zelf snel vervalt tot neptunium-237.
Uranium-236 kan ontstaan door radioactief verval van protactinium-236, neptunium-236, plutonium-236 en plutonium-240.
{\displaystyle {\ce {{^{236}_{91}Pa}->{^{236}_{92}U}+{e^{-}}+{\bar {\nu }}_{e}}}}
{\displaystyle {\ce {{^{236}_{94}Pu}->{^{236}_{93}Np}+{e^{+}}+{\nu }_{e}}}}
{\displaystyle {\ce {{^{236}_{93}Np}->{^{236}_{92}U}+{e^{+}}+{\nu }_{e}}}}
{\displaystyle {\ce {{^{240}_{94}Pu}->{^{236}_{92}U}+\,_{2}^{4}\alpha }}}

## Radioactief verval
Uranium-236 heeft een halveringstijd van 23,4 miljoen jaar. Het vervalt vrijwel geheel naar de radio-isotoop thorium-232, onder uitzending van alfastraling:
{\displaystyle {\ce {{^{236}_{92}U}->{^{232}_{90}Th}+\,_{2}^{4}\alpha }}}
De vervalenergie hiervan bedraagt 4,6 MeV.
215U · 216U · 217U · 218U · 219U · 220U · 221U · 222U · 223U · 224U · 225U · 226U · 227U · 228U · 229U · 230U · 231U · 232U · 233U · 234U · 234mU · 235U · 235mU · 236U · 236m1U · 236m2U · 237U · 238U · 238mU · 239U · 239m1U · 239m2U · 240U · 241U · 242U · 243U